# Kips Bay (Manhattan)
Kips Bay es un barrio en la Ciudad de Nueva York en el borough de Manhattan. Como los otros barrios de Nueva York, los límites de Kip's Bay son difusos, pero a menudo es considerado como la zona entre East 23rd Street y East 34th Street extendiéndose desde la Avenida Lexington hasta el río Este. Algunas veces Kips Bay es asociado con los barrios Murray Hill, Midtown East o Gramercy.
El nombre "Kips Bay" se debe al colonizador neerlandés Jacobus Henderson Kip, cuya granja se extendía desde el norte de la Calle 30 al río Este, alrededor de bay y el río.
Construido en un muelle encima del río Este entre las calles 25 y 28 se encuentra el Waterside Plaza y la Escuela Internacional de las Naciones Unidas. Hubo también planes de construir apartamentos adicionales encima del agua, oficinas y un hotel en los años 1980, pero los proteccionistas ambientales se opusieron. Hoy en día, la costanera sur del Waterside Plaza es el Stuyvesant Cove Park.
Dentro de Kips Bay, el área a lo largo de la Primera Avenida es dominada por edificios institucionales de la Universidad de Nueva York, incluyendo al Tisch School of the Arts, NYU College of Dentistry, Escuela de Medicina de la Universidad de Nueva York, Rusk Institute of Rehabilitation Medicine, Bellevue Hospital Center teaching hospital, y el Manhattan VA Hospital. Más al norte, en la Primera Avenida entre las calles 37 y 38 Este, se encuentra Kips Bay Brewing Company, construida en 1895, ahora ocupado para oficinas.